# アル・ファイサリー・ハルマ
アル・ファイサリーFC（英語: Al-Faisaly FC, アラビア語: نادي الفيصلي）は、サウジアラビアのハルマをホームタウンとする、サウジ・ファーストディヴィジョンリーグに加盟するプロサッカークラブ。

## タイトル

### 国内タイトル
- サウジ国王杯：1回
  - 2020-21

### 国際タイトル
- なし

## 歴代監督
- トミスラヴ・イヴコヴィッチ 2016-2017
- ヴク・ラショヴィッチ 2017-2018
- ミルチェア・レドニク 2018
- ペリクレス・シャムスカ 2018-2021
- イヴ・ヴァンダーヘゲ 2023

## 歴代所属選手
- ハリール・バニーアティーエ 2013-2015
- ハムゼ・アッ＝ダルドゥール 2015-2016
- ジョセフ・アクパラ 2018-2019
- アレクサンダー・メルケル 2020-2021